# Play:3
Play:3 (tên nhãn hiệu PLAY:3) là loa thông minh được phát triển bởi Sonos, thông báo ra mắt vào ngày 20 tháng 7 năm 2011 và đồng thời là sản phẩm thứ hai thuộc dòng Play của hãng. Play:3 là sản phẩm đầu tiên của Sonos có thể được đặt thẳng đứng cũng như là một trong những loa tương thích có thể kết nối với SonosNet, thiết lập một cặp âm thanh nổi với thiết bị muốn kết nối với nó và ghép đôi với Playbar và/hoặc Sub để thiết lập hệ thống chiếu phim tại nhà cơ bản.
Loa chính thức ra mắt và phát hành vào tháng 7 năm 2011, cùng tháng với sự kiện Spotify được thêm vào doanh mục các dịch vụ âm nhạc của Sono. Play:3 đã được sử dụng bởi The xx một lần tại Sonos Studio vào tháng 11 năm 2012, và thêm một lần nữa vào tháng 7 năm 2013 trong tại chính nơi lần đầu đã sử dụng, nhân dịp Sonos hợp tác với Softlab cho việc lắp đặt "Light House" của họ và được điều hành bởi The Crystal Method. Nó cũng được cập nhật firmware, giống với Play:1, Play:5 và Playbar, trong đó Play:3 có thể khởi tạo SonosNet mà không cần kết nối Bridge hoặc Boost với router vào tháng 9 năm 2014. Nó cũng đã được đưa vào khả năng tương thích với Trueplay vào tháng 9 năm 2015 và được hỗ trợ thử nghiệm cộng đồng cho dịch vụ Connect của Spotify vào tháng 11 năm 2016.

## Lịch sử
Play:3 được thông báo chính thức phát hành ngày 20 tháng 7 năm 2011 và Spotify đã được Sonos thêm vào danh mục âm nhạc trong dịch vụ của mình cùng tháng sau đó, trong khi với MOG là vào tháng 5. Play:3 đã được dùng bởi Sonos Studio cuối tháng 11 năm 2012 vào tháng 7 năm 2013, khi The xx sử dụng loa Play:3 và các loại loa Sonos khác để phát triển Missing, một cài đặt nhằm quảng bá album Coexist của nhóm, và trong "Light House", một sự lắp đặt khác đã được thực hiện trong mối quan hệ hợp tác với Softlab từ ngày 25 tháng 7 đến ngày 25 tháng 8, và được quảng cáo rầm rộ bởi The Crystal Method.
Tháng 5 năm 2013, Noah and the Whale chụp lại một đoạn phim ngắn có tiêu đề Heart of Nowhere sau khi album cùng tên của họ đang được thực hiện trong Sonos Studio, đoạn nhạc được phát thông qua một Playbar, một Sub và 2 loa Play:3, khi tất cả cùng được kết nối vào Bridge. 8tracks đã được Sonos thêm vào danh mục nhạc của mình vào tháng 7, đồng thời Sonos cũng gửi lại 3 cặp loa Play:3 như hành động đáp lễ của mình. Tháng 9 năm 2014, bên cạnh Play:1, Play:5 và Playbar, Play:3 cũng được cập nhật sẵn firmware để nó có thể chạy độc lập trên SonosNet thông qua Wi-Fi thay vì phải kết nối với một thiết bị Bridge. Tháng 9 năm 2015, dịch vụ Trueplay đã khả dụng trên tất cả các loa của Sonos với một cập nhật khác. Tháng 11 năm 2016, tất cả các loa Sonos đều được nhận thử nghiệm công cộng nhằm hỗ trợ cho dịch vụ Connect của Spotify.

## Tính năng
Các loa Play:3 là những loa đầu tiên của hãng Sonos có thể được điều khiển theo chiều dọc. Chính vì điều này, loa có 1/4 diện tích có gắn ren phía sau, đồng thời nó cũng được gắn vào chân đế. Giống với Play:1 và Play:5, loa cũng có cũng có khả năng ghép nối âm thanh nổi, với tính năng dẫn truyền loa tới loa Play:3 khác để cung cấp một kênh âm thanh phân thành hai bên trái và phải riêng biệt và hơn thế nữa nó có thể ghép đôi với Playbar và Sub để tạo thành hệ thống rạp chiếu phim cơ bản tại nhà.
Play:3 cũng tương thích với SonosNet, một mesh network theo cấu trúc peer-to-peer cho phép các loa có thể kết nối với nhau và các phương tiện có thể được phát trên tất cả các loa đã được kết nối. Loa có thể dùng Wi-Fi hay kết nối với Bridge, Boost hoặc kết nối với chính nó bằng mạng Ethernet đến một router để tham gia vào mạng lưới SonosNet. Loa cũng có thể được điều chỉnh âm thanh với Trueplay, ứng dụng dùng cho điện thoại thông minh để điều chỉnh loa dựa trên phép đo lường của nó, sau đó loa có thể được điều chỉnh tự động mà người dùng chỉ cần đi dạo trước khi mọi thứ hoàn tất.

## Thiết kế

### Phần cứng
Play:3 là loa thiên về âm trầm trong các loại loa thuộc dòng Play. Nó sở hữu cho mình 3 bộ khuếch đại âm thanh Class-D, một loa tweeter, hai loa mid-woofer và một bộ tản nhiệt cho âm trầm. Điều này khiến Play:3 có khả năng phát lại nhiều hơn Play:1 khi nó chỉ có 2 bộ khuếch đại âm thanh Class-D, 1 tweeter và 1 loa mid-woofer, nhưng kém hơn rất nhiều so với Play:5 khoác lên mình đến 3 loa tweeter, 3 mid-woofers và 6 bộ khuếch đại. Play:3 cũng gồm các cổng Ethernet, nút chỉnh âm lượng và các nút điều khiển.
Loa cũng chứa 1 single-board, được hỗ trợ với công suất thấp, hỗ trợ tốt trên bộ vi xử lý 266 MHz MPC8314VRADDA PowerQUICC II Pro. Qualcomm Atheros AR9380 single-chip với 3 đường truyền, SST3 802.11a/b/g/n có kết nối và 1 Skyworks SE2595L dual-band 802.11n WLAN front end giúp kết nối với Wi-Fi.

### Phần mềm
Sonos Controller trước đây chỉ để thiết lập loa và điều khiển nó, nhưng các dịch vụ khác như Google Play, Spotify, Apple Music, TuneIn vài dịch vụ khác nữa cũng có thể kết nối với phần mềm và catalog của tài khoản người dùng để phát. Tuy nhiên, các ứng dụng của bên thứ ba không thể kết nối với loa nên muốn phát lại phải thông qua ứng dụng của Sonos.

## Phản hồi
Play:3 đã được các nhà phê bình tích cực đón nhận. Charles Arthur tờ The Guardian ca ngợi loa với các chức năng mang tính trực quan và thông minh của nó, đưa đến kết luận rằng "Hệ thống ba loa bên trong thực hiện chức năng của chúng rất ấn tượng: Các đơn vị nhỏ của loa làm việc mang đến cho ta một âm thanh với chất lượng không bị "đóng hộp"."
Terrence O'Brien của tờ Engadget cũng đưa ra những lời khen cho loa, nhưng sau đó lại phê bình về giá cả quá đắt và chức năng bị giới hạn của Sonos Controller, ông nói rằng "Nó vẫn chưa đạt được như sự kì vọng của tôi" nhưng rút ra rằng "Play:3 vẫn rất ổn cho những việc nghe thông thường. Âm thanh rõ ràng, to và mạnh mẽ đủ để khuấy động một bữa tiệc khiêu vũ nhỏ nếu cần. Và, khi nhạc đã lên, cơ thể như được giải phóng, chân nhúng nhảy và còn chần chừ gì nữa cho một buổi nhảy hết mình, kìm nén năng lượng nhảy múa bên trong thật không dễ chút nào."
TechRadar cho rằng "thật không may là bạn phải thông qua phần mềm độc quyền của Sonos" nhưng thích thú với "thiết lập đơn giản, sự đa dạng trong việc tùy chọn âm nhạc (radio kĩ thuật số, MP3s, Spotify, Last.fm,...) và kích thước..."
So sánh với thành công của Play:3 với AirPlay của Apple và các loại loa khác, Wired đưa ra đánh giá tích cực và chia sẻ "giá thành rẻ của nó quả thật là nguyên nhân gây nên sự phấn khích cho bất kì người nào muốn chen chân vào ngôi nhà không có tiếng ồn nào khác ngoại trừ âm nhạc ngập tràn", mặc dù vậy, "vâng, bạn vẫn sẽ mất hai trình điều khiển và sự rõ ràng của các quãng âm giữa và cao."